# عبدالقادر بن کامل
عبدالقادر بن کامل (انگلیسی: Abdel Kader Ben Kamel؛ زادهٔ ۱۹۳۷) وزنه‌بردار اهل مراکش بود. وی در بازی‌های المپیک تابستانی ۱۹۶۰ شرکت کرده‌است.